# Мисливець на лисиць
«Мисли́вець на лиси́ць» (англ. Foxcatcher) — американська драматична біографічна стрічка режисера і продюсера Беннета Міллера, що вийшла 2014 року. У головних ролях Стів Керелл, Ченнінг Татум, Марк Руффало.
Вперше фільм продемонстрували 19 травня 2014 року у Франції на 67-му Каннському кінофестивалі. В Україні показ фільму відбувся 26 лютого 2015 року.

## Сюжет
Американський мультимільйонер, член родини Дюпонів, що є засновниками і власниками однієї з найбільших хімічних компаній світу DuPont, Джон Дюпон — фанат вільної боротьби. Одного разу Джон пропонує борцю, чемпіону світу і олімпійському чемпіонові Марку Шульцу підготувати команду борців, щоб ті виступили на Олімпіаді. Для Марка це чудова нагода вийти з тіні свого старшого брата Дейва, що теж був чемпіоном світу і Олімпійських ігор, тому він погоджується на переїзд у маєток Дюпона. Проте складний характер мільйонера дається взнаки, через що Марк покидає маєток мільйонера, але там залишається тренуватися його брат. Дюпон від постійного вживання алкоголю і наркотиків поступово втрачає зв'язок з реальністю, що нарешті призводить до трагедії. 26 січня 1996 року він вбиває Дейва Шульца з револьвера.

## Творці фільму

### Знімальна група
Кінорежисер — Беннет Міллер, сценаристами були E. Макс Фрай і Ден Футтерман, кінопродюсерами — Беннет Міллер, Ентоні Бреґман, Меґан Еллісон і Джон Кілік, виконавчі продюсери — Марк Бакші, Челсі Барнард, Майкл Коулмен, Джон П. Гуїра, Том Геллер і Рон Шмідт. Композитор: Роб Сімонсен, кінооператор — Ґреґ Фрейзер, кіномонтаж: Джей Кессіді, Стюарт Леві і Конор О'Ніл. Підбір акторів — Жанна Маккарті, художник-постановник: Бред Рікер, художник по костюмах — Кася Валіцка-Маймон.

### У ролях
| Актор             | Персонаж                                                  | Роль                                                            |
| ----------------- | --------------------------------------------------------- | --------------------------------------------------------------- |
| Стів Керелл       | Джон Дюпон англ. John Eleuthère du Pont                   | американський мультимільйонер                                   |
| Ченнінг Татум     | Марк Шульц англ. Mark Schultz                             | американський борець, золотий олімпійський медаліст             |
| Марк Руффало      | Дейв Шульц англ. Dave Schultz                             | американський борець, золотий олімпійський медаліст, брат Марка |
| Ванесса Редґрейв  | Жан Лісетер Остін Дюпон англ. Jean Liseter Austin du Pont | мама Джона                                                      |
| Сієна Міллер      | Ненсі Шульц англ. Nancy Schultz                           | дружина Дейва                                                   |
| Ентоні Майкл Голл | Джек англ. Jack                                           | помічник Джона Дюпона                                           |
| Брюс Баумгартнер  | —                                                         | борець                                                          |
| Медісон Айсмен    | Лілі О'Коннор                                             |                                                                 |

## Сприйняття

### Критика
Фільм отримав позитивні відгуки: Rotten Tomatoes дав оцінку 86 % на основі 157 відгуків від критиків (середня оцінка 7,8/10) і 77 % від глядачів зі середньою оцінкою 3,8/5 (25,533 голоси). Загалом на сайті фільми має позитивний рейтинг, фільму зарахований «стиглий помідор» від кінокритиків і «попкорн» від глядачів, Internet Movie Database — 7,8/10 (4 738 голосів), Metacritic — 82/100 (43 відгуки критиків) і 7,2/10 від глядачів (56 голосів). Загалом на цьому ресурсі від критиків і від глядачів фільм отримав позитивні відгуки.

### Касові збори
Під час показу у США, що розпочався 14 листопада 2014 року, протягом першого тижня фільм був показаний у 6 кінотеатрах і зібрав 270,877 $, що на той час дозволило йому зайняти 24 місце серед усіх прем'єр. Станом на 14 грудня 2014 року показ фільму триває 31 дні (4,4 тижня) і за час показу фільм зібрав у прокаті у США 3,368,000   доларів США (за іншими даними 3,367,639 $).

### Нагороди і номінації[10]
| Рік  | Нагорода                | Категорія                                        | Номінант                    | Результат |
| ---- | ----------------------- | ------------------------------------------------ | --------------------------- | --------- |
| 2014 | «Готем»                 | Спеціальна відзнака журі за ансамблеве виконання | стрічка                     | Перемога  |
| 2015 | Премія «Золотий глобус» | Найкращий фільм — драма                          | стрічка                     | Номінація |
| 2015 | Премія «Золотий глобус» | Найкраща чоловіча роль — драма                   | Стів Керелл                 | Номінація |
| 2015 | Премія «Золотий глобус» | Найкраща чоловіча роль другого плану — кінофільм | Марк Руффало                | Номінація |
| 2015 | Премія «Оскар»          | Найкраща режисерська робота                      | Беннет Міллер               | Номінація |
| 2015 | Премія «Оскар»          | Найкраща чоловіча роль                           | Стів Керелл                 | Номінація |
| 2015 | Премія «Оскар»          | Найкраща чоловіча роль другого плану             | Марк Руффало                | Номінація |
| 2015 | Премія «Оскар»          | Найкращий оригінальний сценарій                  | Е. Макс Фрай, Ден Футтерман | Номінація |
| 2015 | Премія «Оскар»          | Найкращий грим та зачіски                        | Білл Корсо, Денніс Лідд'ярд | Номінація |
| 2015 | «Незалежний дух»        | Спеціальна нагорода                              | стрічка                     | Перемога  |